# سیمونتا وسپوچی
سیمونِتا وسپوچی (ایتالیایی: Simonetta Vespucci) ملقب به «سیمونتای زیبا» (la bella Simonetta)، از اشراف‌زادگان جنوا، همسر مارکو وسپوچی و دخترعموی ناتنی آمریگو وسپوچی بود. او به‌عنوان زیباترین بانوی عصر خود شناخته می‌شد.
سیمونتا وسپوچی احتمالاً مدل تعدادی از نقاشان بزرگ آن دوره مانند بوتیچلی و پیرو دی کازیمو نیز بوده‌است که از مشهورترین نمونه‌های آن می‌توان به زایش ونوس و مرگ پروکریس اشاره کرد.

## نگارخانه

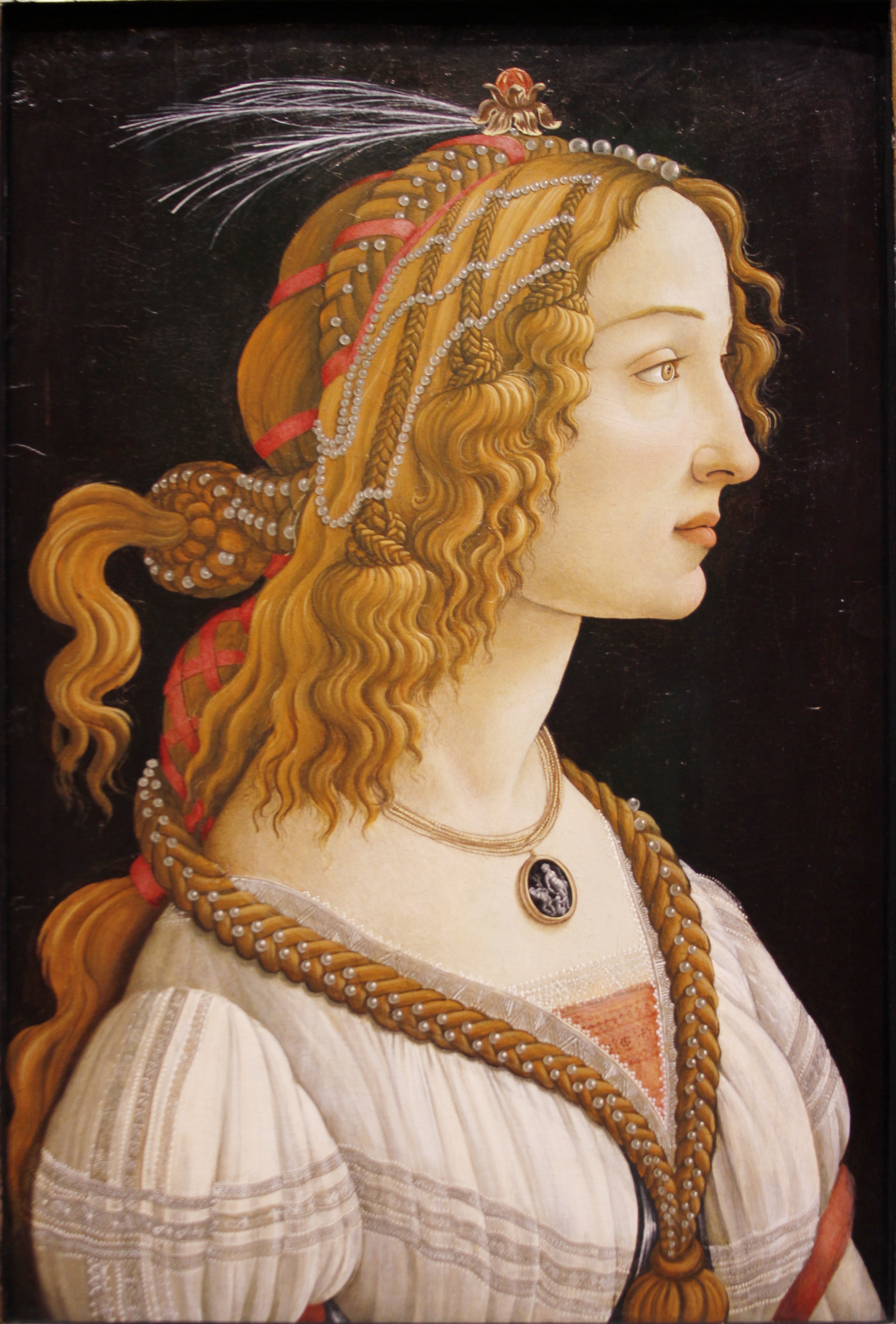
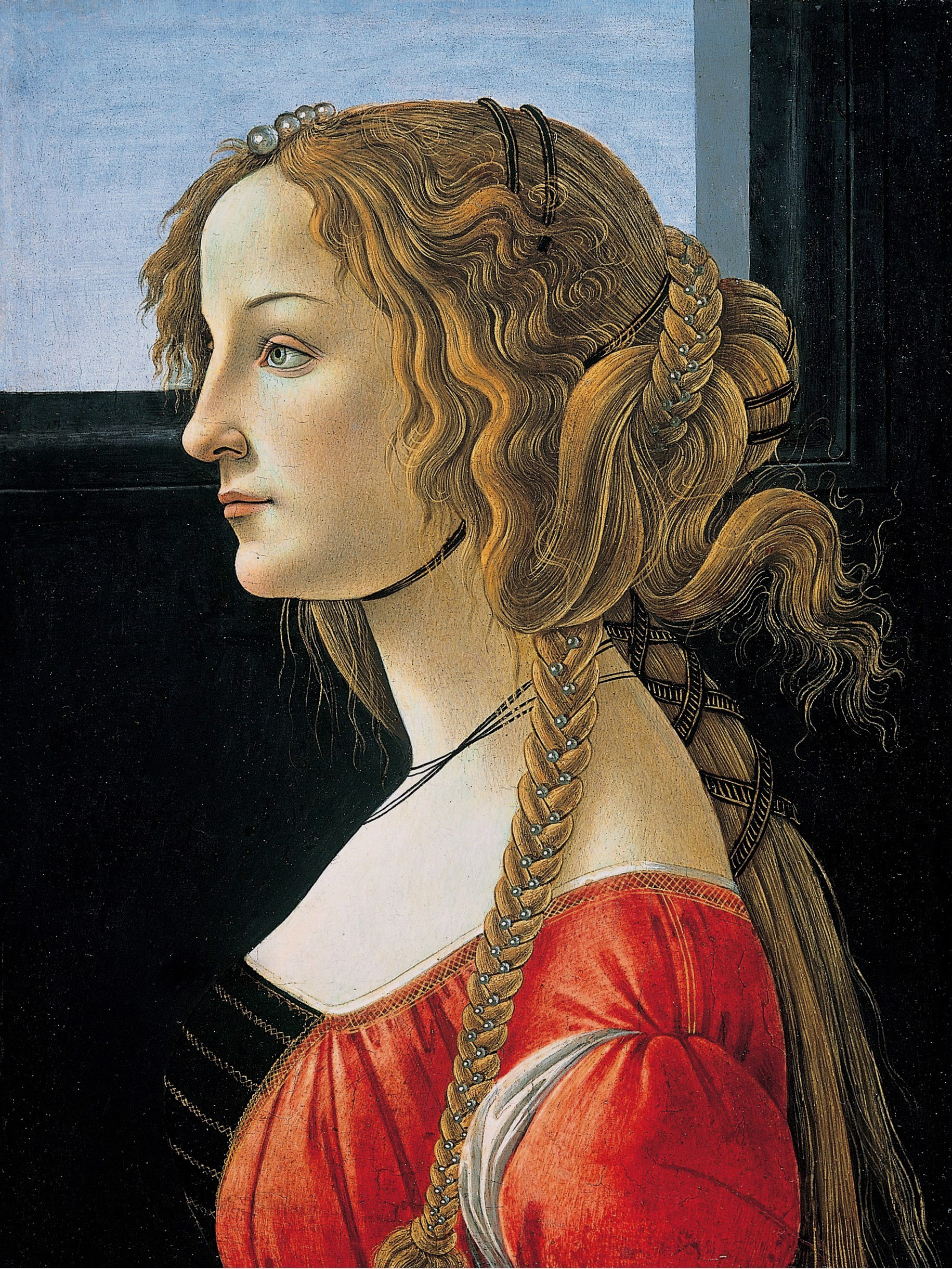
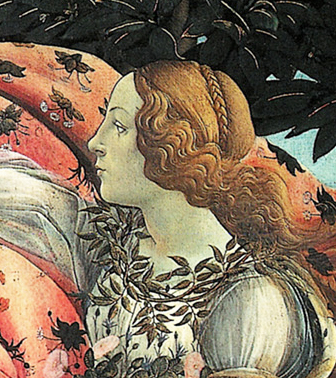
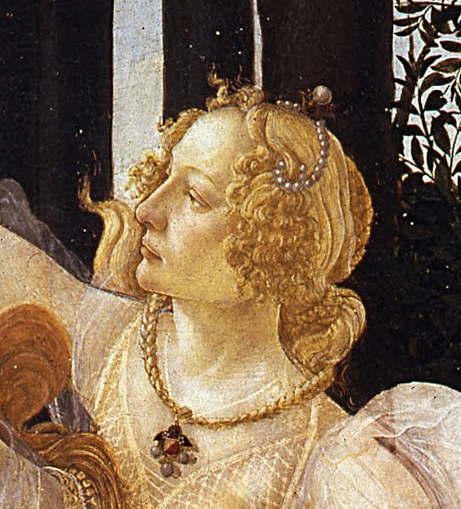
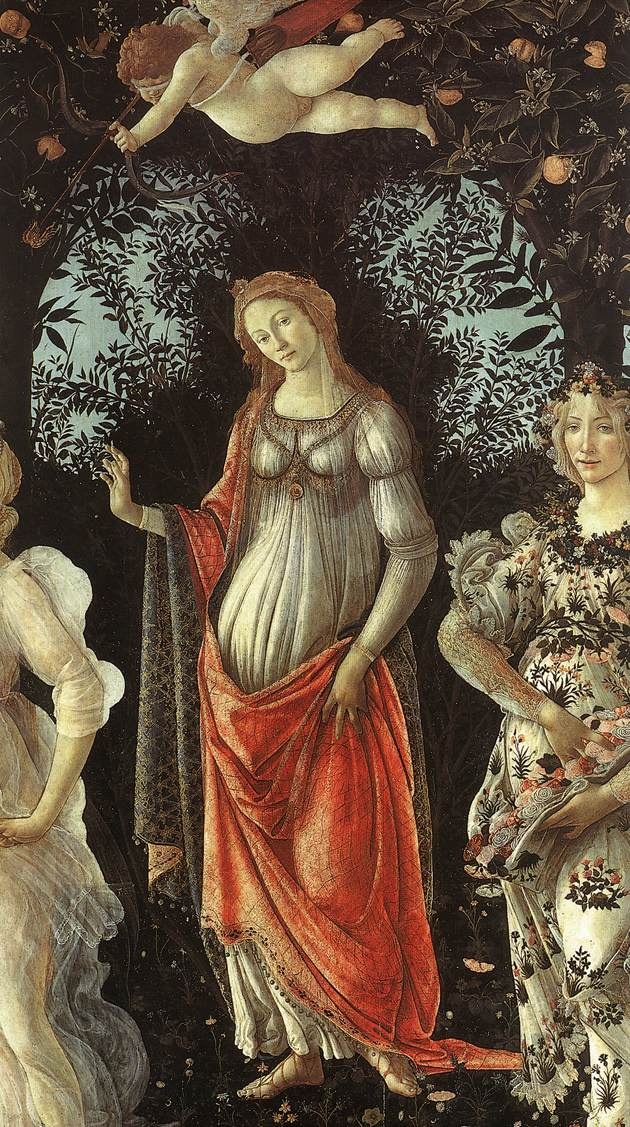
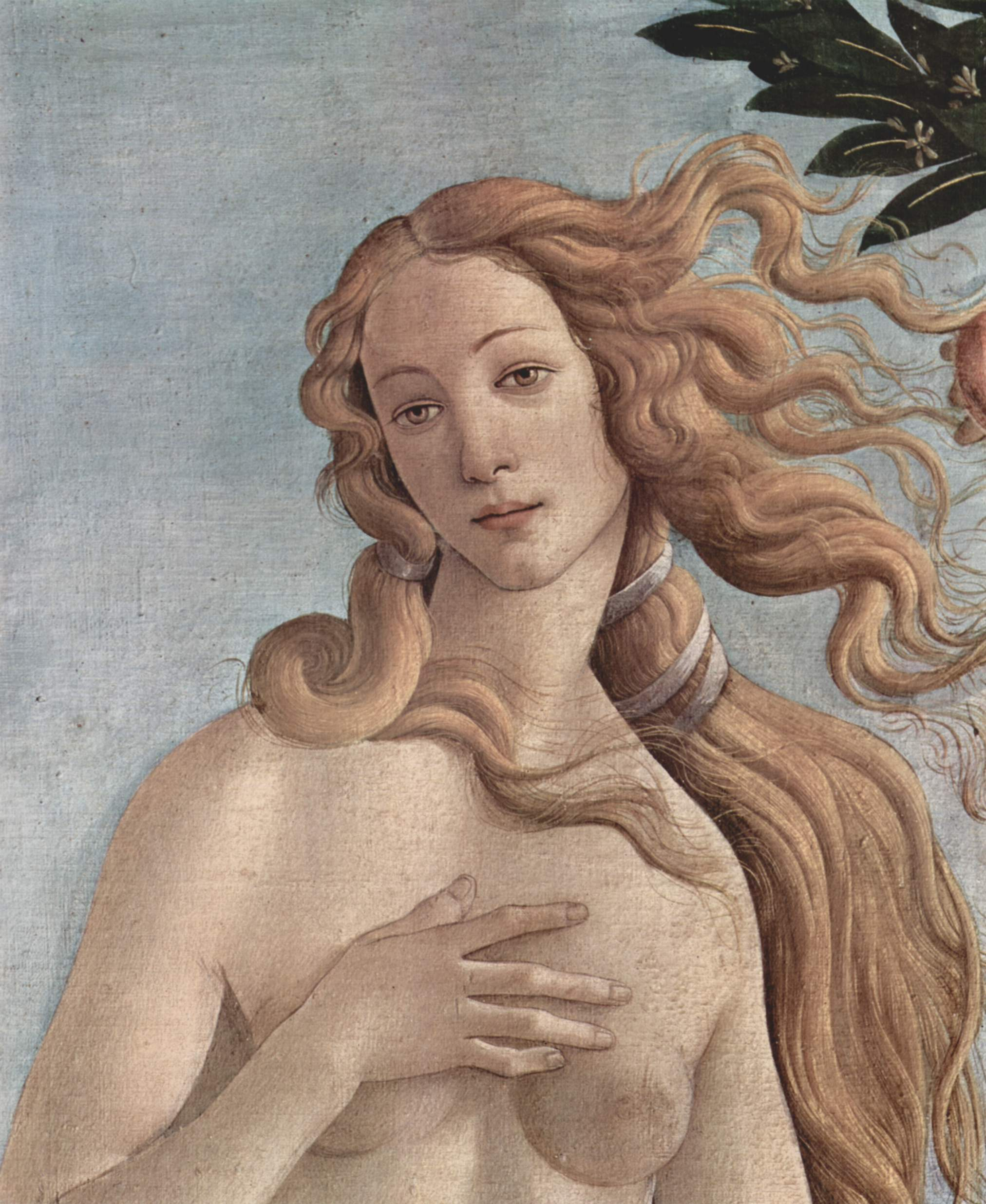
بخشی از زایش ونوس اثر ساندرو بوتیچلی، بین ۱۴۸۴-۱۴۸۶
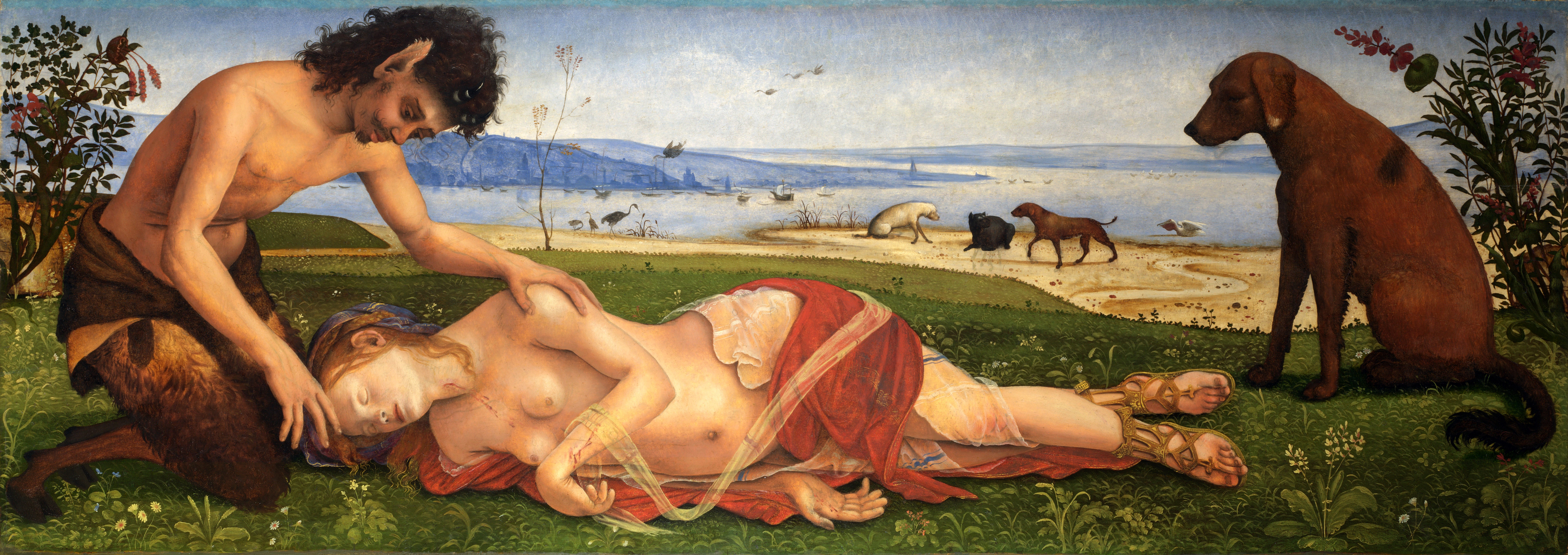
مرگ پروکریس اثر پیرو دی کوزیمو، حدود ۱۴۹۵